# Arrondissement de Nanterre
L'arrondissement de Nanterre est une division administrative française, située dans le département des Hauts-de-Seine et la région Île-de-France.

## Composition

### Composition avant 2015

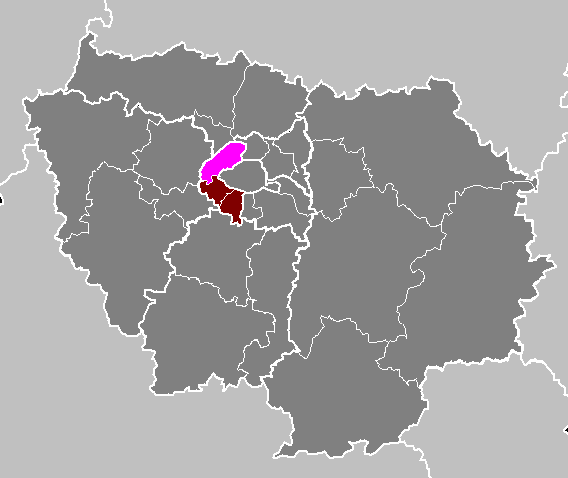
Localisation de l'arrondissement avant 2015.

- canton d'Asnières-sur-Seine-Nord
- canton d'Asnières-sur-Seine-Sud
- canton de Bois-Colombes
- canton de Clichy
- canton de Colombes-Nord-Est
- canton de Colombes-Nord-Ouest
- canton de Colombes-Sud
- canton de Courbevoie-Nord
- canton de Courbevoie-Sud
- canton de Garches
- canton de La Garenne-Colombes
- canton de Gennevilliers-Nord
- canton de Gennevilliers-Sud
- canton de Levallois-Perret-Nord
- canton de Levallois-Perret-Sud
- canton de Nanterre-Nord
- canton de Nanterre-Sud-Est
- canton de Nanterre-Sud-Ouest
- canton de Neuilly-sur-Seine-Nord
- canton de Neuilly-sur-Seine-Sud
- canton de Puteaux
- canton de Rueil-Malmaison
- canton de Suresnes
- canton de Villeneuve-la-Garenne

### Découpage communal depuis 2015
Depuis 2015, le nombre de communes des arrondissements varie chaque année soit du fait du redécoupage cantonal de 2014 qui a conduit à l'ajustement de périmètres de certains arrondissements, soit à la suite de la création de communes nouvelles. Le nombre de communes de l'arrondissement de Nanterre est ainsi de 15 en 2015, 15 en 2016 et 17 en 2017.
Au 1er janvier 2024, l'arrondissement groupe les 17 communes suivantes :
1. Asnières-sur-Seine
2. Bois-Colombes
3. Clichy
4. Colombes
5. Courbevoie
6. Garches
7. La Garenne-Colombes
8. Gennevilliers
9. Levallois-Perret
10. Nanterre
11. Neuilly-sur-Seine
12. Puteaux
13. Rueil-Malmaison
14. Saint-Cloud
15. Suresnes
16. Vaucresson
17. Villeneuve-la-Garenne

## Démographie
En 2022, l'arrondissement comptait 920 613 habitants.
| 1968    | 1975    | 1982    | 1990    | 1999    | 2006    | 2011    | 2016    | 2021    |
| ------- | ------- | ------- | ------- | ------- | ------- | ------- | ------- | ------- |
| 769 201 | 753 063 | 729 709 | 735 586 | 756 101 | 823 566 | 846 698 | 888 181 | 911 155 |

| 2022    | - | - | - | - | - | - | - | - |
| ------- | - | - | - | - | - | - | - | - |
| 920 613 | - | - | - | - | - | - | - | - |